# Deus Caritas Est
Deus caritas est (llatí: Déu és amor) és la primera encíclica escrita pel Papa Benet XVI, i tracta el tema de l'amor cristià. Fou promulgada el dimecres 25 de gener de 2006 en vuit idiomes (llatí, castellà, anglès, francès, alemany, italià, polonès i portuguès). Aquesta encíclica tracta, durant 42 paràgrafs, sobre els conceptes de l'eros (amor humà), agape (amor incondicional), logos λογος (la paraula), i la seva relació amb els ensenyaments de Jesucrist. S'espera que, com el seu predecessor Joan Pau II, la primera encíclica de Benet XVI defineixi el programa del seu pontificat.
La primera meitat de l'encíclica fou completament escrita pel mateix Benet XVI a mitjans del 2005, i la segona part està composta d'escrits incomplets del seu predecessor, Joan Pau II. El document fou signat pel mateix papa Benet XVI el dia de Nadal, diumenge 25 de desembre de 2005. Algunes fonts han atribuït la tardança en la divulgació del document a la dificultat de traduir el manuscrit original en alemany al llatí; d'altres a debats sobre la precisió que es pretenia oferir amb el document. És la primera encíclica que es publica després que el Vaticà decidís posar copyright a tots els documents papals.